# مارتن سانت بيير
مارتن سانت بيير هو منافس ألعاب قوى كندي، ولد في 4 مارس 1972.

## وصلات خارجية
- مارتن سانت بيير على موقع الاتحاد الدولي لألعاب القوى (الإنجليزية)
- مارتن سانت بيير على موقع أوليمبيديا (الإنجليزية)